# At the end of a perfect day
At the end of a perfect day is het derde studioalbum van Chris de Burgh. Opnamen vonden plaats in de Morgan Studios te Londen. De Burgh wist na Robin Geoffrey Cable (producer van Queen) ditmaal een rockmuzikant te strikken als muziekproducent. Paul Samwell-Smith is bekend als oprichter van The Yardbirds. In het voorwoord werd aangekondigd dat het album voornamelijk ballades bevat.
Ook dit album haalde de albumlijsten niet.

## Musici
- Chris de Burgh – zang, akoestische gitaar
- Alun Davies – gitaar (1)
- Bryn Haworth – elektrische gitaar, slidegitaar (10)
- Dave Markee – basgitaar (1, 3, 4, 5, 7, 10), achtergrondzang (10)
- Paul Hart – piano (4, 5, 7, 10)
- Gerry Conway – slagwerk (1, 3, 4)
- Dave Mattacks – slagwerk (5, 7, 10), percussie (5)
- Barry Morgan – slagwerk (5), percussie (10)
- Morris Pert – percussie (2) (vermeld als Maurice Pert)
- Jimmy Jewell – saxofoon (2, 4, 8)
- John Munford – trombone (4)
- Sue Lynch – achtergrondzang (7)
- Paul Samwell-Smith – achtergrondzang (1, 2, 3, 9, 10)
- The Spiteri Band – alle muziekinstrumenten (6)
- Del Newman – arrangement stringsynthesizer (7,9)
- Brian Rogers – arrangementen stringsynthesizer (3,5), blaasinstrumenten via synthesizer (5)

## Muziek
Alles geschreven door Chris de Burgh. Track 10 vermeldt verwijzingen naar The Beatlesliedjes Nowhere Man en Let it be en het kerstlied Stille nacht.

| Nr. | Titel                                            | Duur |
| --- | ------------------------------------------------ | ---- |
| 1.  | Broken wings                                     | 3:07 |
| 2.  | Round and around                                 | 3:06 |
| 3.  | I will                                           | 3:30 |
| 4.  | Summer rain                                      | 4:00 |
| 5.  | Discovery                                        | 2:54 |
| 6.  | Brazil                                           | 3:13 |
| 7.  | In a country churchyard (Let your love shine on) | 3:56 |
| 8.  | A rainy day in Paris                             | 3:21 |
| 9.  | If you really love her, let her go               | 4:01 |
| 10. | Perfect day                                      | 4:01 |